# 昌龙乡
昌龙乡（藏語：གྲང་ལུང་），是中华人民共和国西藏自治区日喀则市岗巴县下辖的一个乡镇级行政单位。

## 行政区划
昌龙乡下辖以下地区：
铁不公村、普村、乃村、乃加村、雪让村、亚欧村和林嘎村。